# Museo Nacional Gandhi
El Museo Nacional Gandhi es un museo ubicado en Nueva Delhi, India, en el cual se muestra la vida y las ideas de Mahatma Gandhi. El museo abrió por primera vez en Bombay, tras el asesinato de Gandhi en 1948. El museo se ha trasladó varias veces antes de ubicarse definitivamente en Raj Ghat, Nueva Delhi en 1961.

## Historia
Mahatma Gandhi fue asesinado el 30 de enero de 1948, y poco después de su muerte los coleccionistas comenzaron a buscar en la India objetos significativos sobre la vida y obra de Gandhi. Originalmente, tales artículos personales, periódicos y libros relacionados con Gandhi se llevaron a Bombay. En 1951 los objetos fueron trasladados a edificios cercanos a la Casa Kota en Nueva Delhi. El museo se mudó nuevamente en 1957 a una mansión.
En 1959 el museo se trasladó por última vez a Rajghat, Nueva Delhi, muy cerca del Samadhi de Mahatma Gandhi. Este museo fue inaugurado formalmente en 1961, en el decimotercer aniversario del asesinato de Gandhi, con la presencia de Rajendra Prasad, entonces presidente de India.

## Biblioteca
La biblioteca del Museo Nacional Gandhi es, a la vez que escaparate del trabajo de Gandhi, una biblioteca de estudios generales. Los libros están divididos en dos secciones, los que han sido escritos por o acerca de Gandhi, y los libros sobre otros temas. Actualmente hay más de 35 000 libros y documentos en la biblioteca del museo. La biblioteca también tiene una colección de 2000 publicaciones periódicas en inglés e hindi que relatan la vida de Gandhi.

## Galería

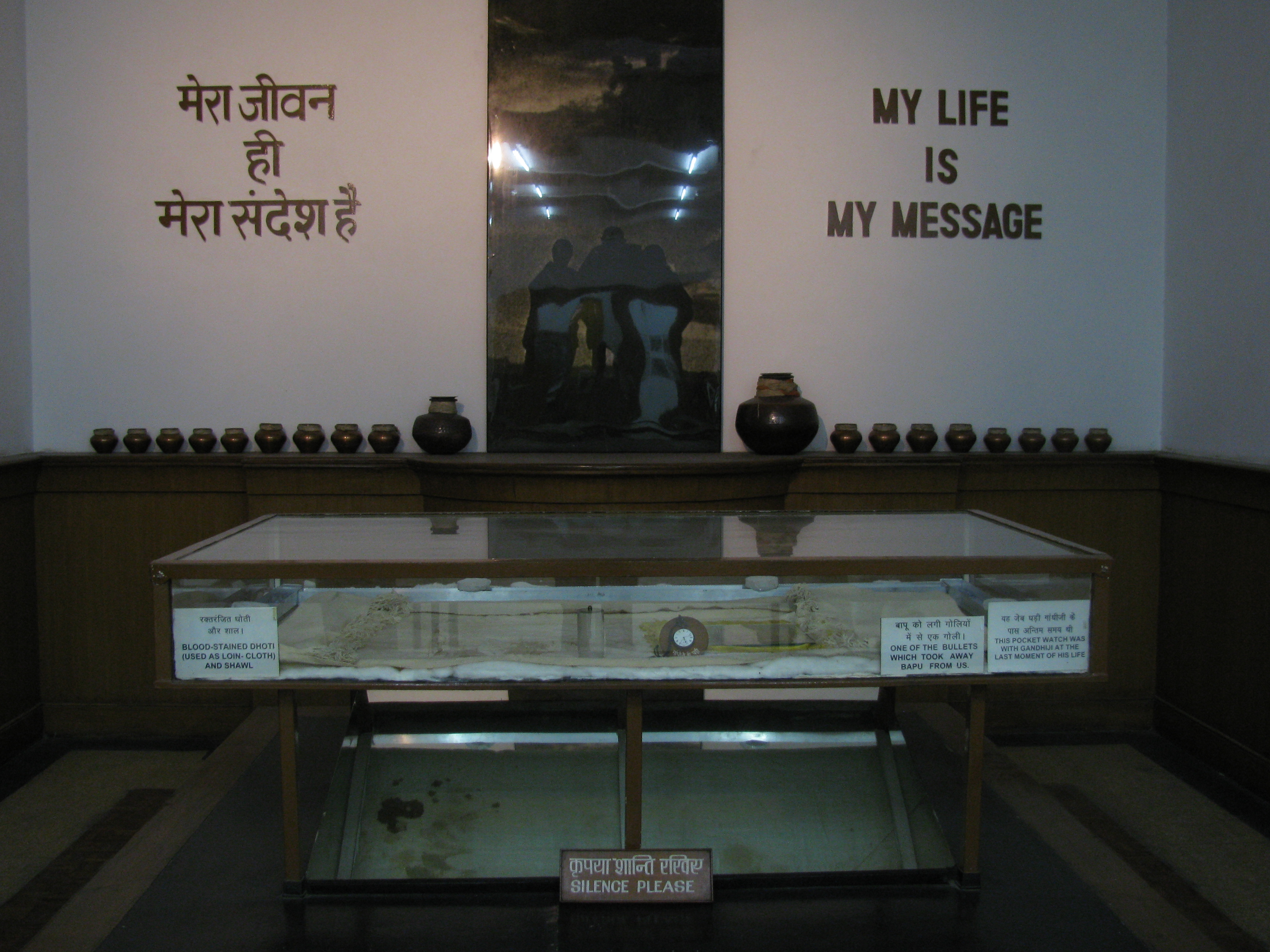
Una exhibición que muestra el dhoti empapado en sangre y un chal de Mahatma Gandhi, junto a la bala que le quitó la vida

La Galería del Museo Nacional Gandhi tiene una gran cantidad de pinturas y artículos personales de Mahatma Gandhi. Los elementos más notables de la colección son un grabado en madera de Satyagraha de Willemia Muller Ogterop, uno de los cayados de Gandhi, el chal y el dhoti que llevaba Gandhi cuando fue asesinado, una de las balas que se utilizaron para matar a Gandhi y su urna. El Museo también exhibe algunos de los dientes de Gandhi y su palillo de marfil. La Galería del museo está compuesta por la galería del martirio, la galería conmemorativa, la galería de arte, donde se exhibe obras sobre Gandhi. El museo también cuenta con una numerosa galería de fotografías.

## Exposiciones especiales
Además de la colección permanente del museo basada en la vida y obra de Gandhi, el museo también presenta otras exhibiciones que tratan principalmente de la historia de la India. La mayoría de las exhibiciones se basan en líderes políticos indios y movimientos pacifistas, así como eventos de importancia mundial.